# Amt Heiden-Reken
Das Amt Heiden-Reken war ein Amt im alten Kreis Borken in Nordrhein-Westfalen. Auf seinem Gebiet hatten zuvor die Ämter Heiden und Reken bestanden. Im Rahmen der nordrhein-westfälischen Gebietsreform wurde das Amt zum 1. Januar 1975 aufgelöst.

## Vorgängerämter
Im Rahmen der Einführung der Landgemeindeordnung für die Provinz Westfalen wurde 1844 im alten Kreis Borken aus der Bürgermeisterei Reken das Amt Reken gebildet. Dem Amt gehörten die drei Gemeinden Groß Reken, Hülsten und Klein Reken an. Im selben Jahr wurde im Kreis Borken auch das Amt Heiden gebildet, das nur aus der Gemeinde Heiden bestand.

## Geschichte
Nachdem in Westfalen 1934 alle Einzelgemeindeämter aufgehoben worden waren, war die Gemeinde Heiden amtsfrei. Am 1. April 1938 wurde sie in das nunmehr Heiden-Reken genannte Amt Reken eingegliedert. Das Amt Heiden-Reken umfasste nunmehr vier Gemeinden:
- Groß Reken
- Heiden
- Hülsten
- Klein Reken

Durch das Gesetz zur Neugliederung von Gemeinden des Landkreises Borken wurden am 1. Juli 1969 Groß Reken, Klein Reken und Hülsten zur neuen Gemeinde Reken zusammengeschlossen.
Das Amt Heiden-Reken wurde zum 1. Januar 1975 durch das Münster/Hamm-Gesetz aufgelöst. Mit geringfügigen Grenzänderungen blieben die beiden Gemeinden Heiden und Reken bestehen und wurden Bestandteile des neuen Kreises Borken. Rechtsnachfolgerin des Amtes ist die Gemeinde Reken.

## Einwohnerentwicklung
| Jahr | Amt Heiden       | Amt Reken | Quelle |
| ---- | ---------------- | --------- | ------ |
| 1858 | 2.163            | 3.185     | [ 4 ]  |
| 1871 | 2.003            | 2.996     | [ 5 ]  |
| 1885 | 2.050            | 3.060     | [ 6 ]  |
| 1910 | 2.247            | 3.916     | [ 7 ]  |
|      | Amt Heiden-Reken |           |        |
| 1939 | 8.698            | 8.698     | [ 8 ]  |
| 1950 | 11.648           | 11.648    | [ 9 ]  |
| 1974 | 16.082           | 16.082    | [ 9 ]  |